# Hyloniscus borceai
Hyloniscus borceai är en kräftdjursart som beskrevs av Radu 1977. Hyloniscus borceai ingår i släktet Hyloniscus och familjen Trichoniscidae. Inga underarter finns listade i Catalogue of Life.